# Omen III: The Final Conflict
Omen III: The Final Conflict is een Brits-Amerikaanse thriller-horrorfilm uit 1981, uitgebracht door 20th Century Fox en geregisseerd door Graham Baker. De productie is het derde deel in een reeks die in 1976 begon met The Omen. De titel The Omen is afgeleid van het Latijnse woord: omen, dat voorteken betekent. Het gaat in dit geval om voortekenen van de eindtijd: The Final Conflict slaat op Armageddon, de laatste strijd zoals beschreven in het Bijbelboek Openbaring van Johannes.

## Verhaal
De inmiddels 32 jaar oude Damien Thorn is inmiddels ambassadeur van Groot-Brittannië geworden en wil graag naar de hoogste positie van macht promoveren: Amerikaans president. Verder heeft hij inmiddels een topfunctie in een grote multinational. Zeven monniken die weten dat hij de antichrist is, proberen hem uit te schakelen met de zeven dolken van Megiddo en op hetzelfde moment wordt Christus opnieuw geboren op Angel Isle (Engeleneiland): Engeland. Nu Damien niet weet welke van die recent geboren baby's Christus is, laat hij alle jongetjes die op die dag (24 maart) zijn geboren doden, zoals tijdens de kindermoord van Bethlehem door koning Herodes I.
Aan het eind van de film vindt de echte wederkomst van Jezus plaats en sterft Damien.

## Rolverdeling
| Acteur            | Personage           |
| ----------------- | ------------------- |
| Sam Neill         | Damien Thorn        |
| Rossano Brazzi    | DeCarlo             |
| Don Gordon        | Harvey Dean         |
| Lisa Harrow       | Kate Reynolds       |
| Barnaby Holm      | Peter Reynolds      |
| Mason Adams       | President           |
| Robert Arden      | American Ambassador |
| Leueen Willoughby | Barbara Dean        |
| Marc Boyle        | Brother Benito      |
| Milos Kirek       | Brother Martin      |
| Tommy Duggan      | Brother Mattius     |
| Louis Mahoney     | Brother Paulo       |
| Richard Oldfield  | Brother Simeon      |
| Tony Vogel        | Brother Antonio     |
| Arwen Holm        | Carol               |